# Haloxylon tamariscifolium
Haloxylon tamariscifolium là loài thực vật có hoa thuộc họ Dền. Loài này được (L.) Pau mô tả khoa học đầu tiên năm 1903.